# 헬로 스트레인저
《헬로 스트레인저》(Kuan meun ho, Hello Stranger)는 태국에서 제작된 반종 피산다나쿤 감독의 2010년 코미디, 멜로/로맨스 영화이다. 찬타빗 다나세비 등이 주연으로 출연하였고 지라 말리쿤 등이 제작에 참여하였다. 반종 감독의 최초의 로맨스 영화이다. 송칼롯 방이쿤(ทรงกลด บางยี่ขัน)의 책 한국의 두 그림자(Two Shadows in Korea, สองเงาในเกาหลี)에 영향을 받았다.
《헬로 스트레인저》는 대한민국에서 휴가를 보내는 동안 우연히 만나는 젊은 태국 남성과 여성을 그리고 있다. 서로 자신들의 이름을 비밀로 한 채 함께 한국을 관광하기로 마음을 먹는다. 이 영화는 한국에서 촬영되었으며 N서울타워,  흥인지문, 명동, 청계천, 남이섬, 설악산 국립공원, 그리고 대장금의 촬영지 등 태국에서 방영된 한국 드라마에 등장하는 다양한 로케이션을 포함하고 있다.

## 출연

### 주연
- 찬타빗 다나세비
- 능티다 소폰

## 기타
- 미술: 아난 누차웡
- 미술: 파이롯 시리와스
- 프로덕션매니저: 루디 러드수완시리

## 수상
《헬로 스트레인저》는 일본의 2011(제6회) 오사카 아시아 영화제에서 전 세계적으로 초연되었으며 2개의 상을 받았다: 감독 반종 피산다나쿤에게는 "가장 촉망되는 재능상"이 수여되었고, "ABC상"이 수여되었다.
이 영화는 2011 상하이 국제 영화제에서도 상영되었으며 주연 찬타빗 다나세비는 "스타 헌터상"을 받은 10명의 배우들 가운데 한 명이 되었다.